# آندری کوستریچکین
آندری کوستریچکین (روسی: Андрей Александрович Костричкин؛ ۲۴ اوت ۱۹۰۱ – ۲۸ فوریهٔ ۱۹۷۳) یک هنرپیشه اهل اتحاد جماهیر شوروی سوسیالیستی بود. وی بین سال‌های ۱۹۲۵ تا ۱۹۷۱ میلادی فعالیت می‌کرد.
وی بازیگر فیلم‌هایی همچون شنل بوده است.